# Abispa australiana
Abispa australiana är en stekelart som beskrevs av Mitchell 1838. Abispa australiana ingår i släktet Abispa och familjen Eumenidae. Inga underarter finns listade i Catalogue of Life.